# میخاو لورنتس
میخاو لورنتس (لهستانی: Michał Lorenc؛ زادهٔ ۵ اکتبر ۱۹۵۵) موسیقی‌دان و آهنگساز اهل لهستان است.
او در ۵ اکتبر ۱۹۵۵ در ورشو به دنیا آمد. در سال ۱۹۷۳ به گروه موسیقی فولک راک وولنا گروپا بوکووینا که توسط وویچخ بلون بنیان‌گذاری شده بود پیوست و به مدت چهار سال از اعضای آن باقی ماند. در دهه ۱۹۷۰، با مارچین ولسکی در رادیو لهستان - برنامه شماره ۳ همکاری داشت و اغلب در برنامه رادیویی نیشخند به میزبانی ماچئی زمباتی حضور پیدا می‌کرد. بین سال‌های ۱۹۷۹ تا ۱۹۸۱، یکی از اعضای تئاتر پانورامیک بود، همراه با یاتسِک کلیف و میخائو تارکوفسکی.
از زمان آغاز فعالیتش در سال ۱۹۷۹، لورنتس برای بیش از ۱۵۰ فیلم بلند، مستند، سریال تلویزیونی و اجرای تئاتر موسیقی ساخته است. او برنده پنج شیر طلایی در جشنواره فیلم گدنیا و جایزه بهترین موسیقی فیلم از جشنواره فیلم لهستان شده است.
از فیلم‌ها یا مجموعه‌های تلویزیونی که وی در آن‌ها نقش داشته‌است، می‌توان به همه چیز درست خواهد شد، شال‌گردن زرد، عهدهای دوشیزه، شر کمتر، آغاز بهار، زیبا و ثروتمند بودن بهتر است، عروس جنگ، کمیسر آلکس، لالایی، چهار شب با آنا، همبستگی، همبستگی...، اسمولنسک، اصل لذت، یک بیمار برجسته، رز کوچک و خون و شراب اشاره نمود.
وی همچنین برندهٔ جوایزی همچون نشان عقاب سپید و شیر چک شده‌است.